# مهرجان وليلي الدولي
مهرجان وليلي الدولي هو ملتقى ثقافي دولي، تُنظمه وزارة الثقافة المغربية صيف كل سنة بالمدينة الأثرية وليلي. يتضمن برنامج المهرجان عددا من الفرق الموسيقية المغربية والعربية والأوربية والأمريكية فضلا عن أغان منفردة لعدد من نجوم الأغنية المغربية المعاصرة.
فالدورة الأولى كرمت أمريكا اللاتينية من خلال مشاركة الفنانة مارتا سين من كولومبيا، والدورة الثانية أوروبا الشرقية من خلال مشاركة باليه الفصول الأربعة من روسيا. دورة سنة 2002 من هذا المهرجان عرفت مشاركة الفنانة ديانا حداد والفنان عبد الوهاب الدكالي، إضافة إلى فرقة إنانا للمسرح الراقص من سوريا وفرقة الموسيقى الكلاسيكية التركية، إلى جانب ضيف شرف الدورة الصين الشعبية التي شاركت بفرقة الغناء والرقص. خصص مداخيله سنة 2006 لدعم لبنان.

## وصلات خارجية
- مهرجان وليلي الدولي وزارة الثقافة.